# Vakhtang II de Gourie
Vakhtang II de Gourie ( Vakhtang II Gurieli géorgien : ვახტანგ II გურიელი; mort en 1814 ou 1825 de la maison Gourie, est prince de Gourie, en Géorgie occidentale, de 1792 à 1797. Il devient prince après la mort de son frère ainé Simon II de Gourie au détriment de l'héritier légitime Mamia mais il est lui-même déposé par son frère cadet Kaikhosro. Les efforts postérieurs de Vakhtang pour regagner le trône restèrent vains.

## Biographie
Vakhtang Gurieli est le second des fils du prince Georges V de Gourie, qui avait abdiqué en 1788 en faveur de son fils aîné 
Simon II de Gourie du fait de son grand âge et de l'instabilité politique dans la principauté. Après son accession au trône, Simon apaise les appétits de son frère Vaktang en lui accordant comme fief  les rives de la rivière Supsa, avec 500 personnes comme serfs et vassaux nobles. Vakhtang étend ses domaines en s'emparant de propriétés du monastère de Jumati défiant ainsi l'autorité de son frère. À la mort de Simon II en 1792, Vakhtang mets à profit la minorité de l'héritier du dernier Gouriel  Mamia et s'empare du gouvernement en prenant soin de faire confirmer la légitimité de son pouvoir par le roi Salomon II d'Iméréthie et la noblesse de Gourie.
Vakhtang tente alors de priver son neveu Mamia de ses droits héréditaires à la succession ; Marine, la princesse douairière, l'accuse de persécuter sa famille. Marine et Mamia se placent sous la protection de l'autre frère de Simon II, Kaikhosro, qui exploite les hésitations de Vakhtang en 1794 quand éclate la guerre civile de succession en Iméréthie entre Salomon II et David II et son rapprochement subséquent avec l'Empire ottoman pour le déposé[pas clair] en 1797. Mamia est nommé prince-régnant, Kaïkhosro et Marine partagent la régence. Vakhtang est emprisonné, mais peu après libéré et contraint à l'exil à la cour d'Iméréthie. Il perd la confiance du roi Salomon II d'Iméréthie et se retire chez le pacha Ottoman Akhaltsikhé, où il est emprisonné, en 1804, par la pacha Sélim à la demande de Kaïkhosro. En 1805, il est racheté par son jeune frère Davit par l'intermédiaire du roi Salomon II d'Iméréthie, qui préfère la présence du plus maniable Vakhtang sur lez trône de Gourie. Vakhtang comme son frère rival Kaikhosro et leur neveu Mamia recherche le soutien de l'Empire russe les uns contre les autres. Les prétentions de[Qui ?] à la principauté sont rejetées, mais par l'intercession du  prince Paul Tsitsianov, le commandant russe en Géorgie, il obtient l'autorisation de revenir en Gourie où il est restauré dans ses possessions personnelles.

## Famille
Vakhtang Gurieli épouse en  1798, la princesse Mariam (morte en 1841), fille du prince Dimitri-Zaal Orbeliani. Il a deux fils et deux filles : 
- Prince Davit (1802–1856), podporuchik dans l'armée impériale russe en 1850. Il épouse la princesse Ekaterine, fille de Didi-Niko Dadiani. Un de leurs fils, Mamaia Gurieli (ka:მამია გურიელი) (1836–1891), sera un poète de quelque notoriété ;
- Prince Konstantine, mort encore enfant ;
- Princesse N.N., épouse le prince Tavdgiridzé ;
- Princesse N.N., épouse le prince Davit Mikeladzé.